# Georg Wilhelm Timm

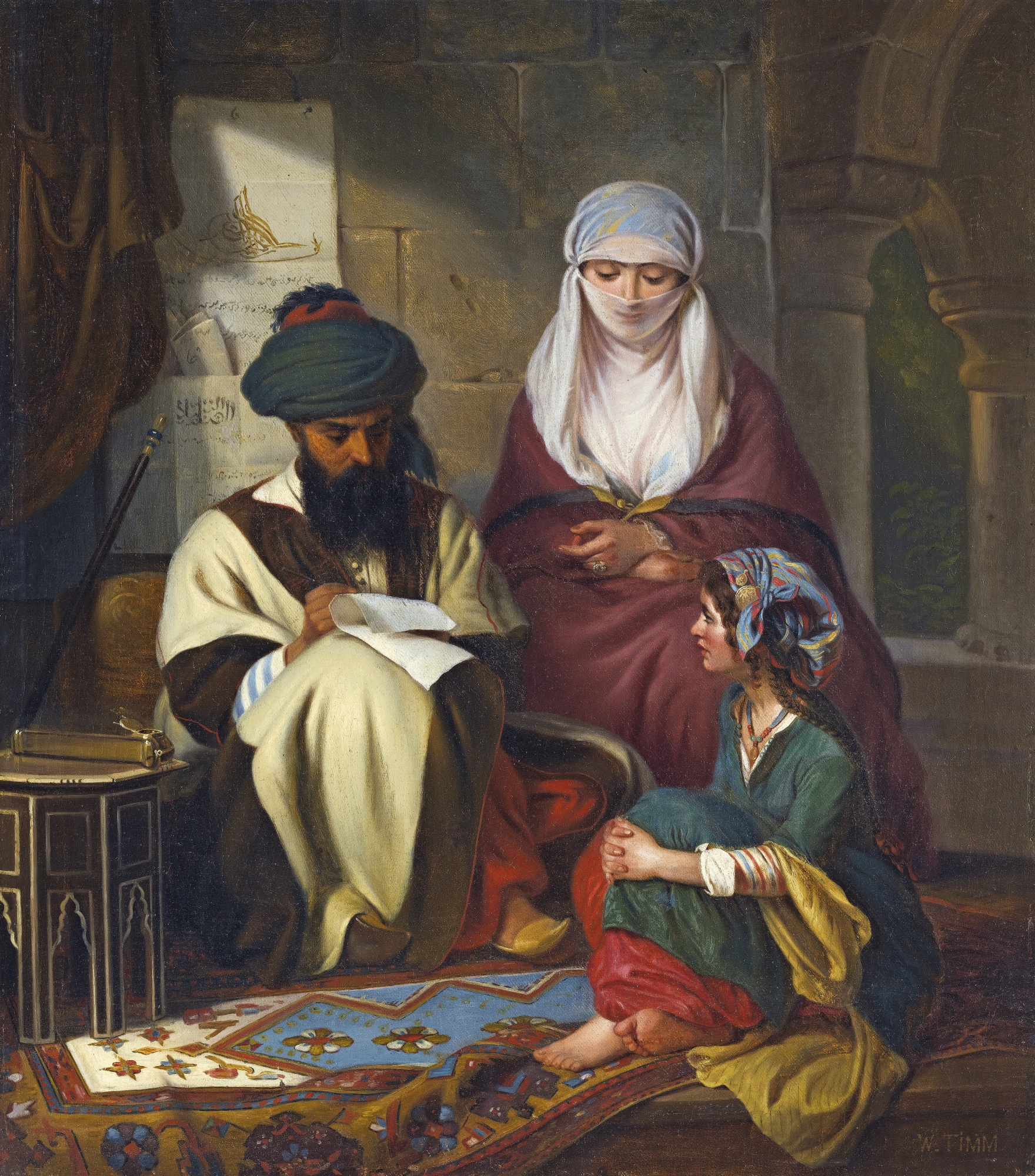
Der Schreiber

Georg Wilhelm Timm (russisch Георгий Вильгельм Тимм, Василий Фёдорович Тимм) (* 9. Junijul. / 21. Juni 1820greg. auf dem Gut Sorgenfrei bei Riga im damaligen Gouvernement Livland; † 19. April 1895 in Berlin) war ein deutschbaltischer Maler, Grafiker, Kupferstecher, Zeichner und Keramiker.

## Leben
Georg Wilhelm Timm war Sohn des Rigaer Bürgermeisters Friedrich Gottfried Timm (1779–1848) und seiner Frau Emilie, geb. von Zimmermann. Seine Schwester, die Pianistin Emilie Katharina Charlotte Timm (1821–1877) wurde Ehefrau von Karl Pawlowitsch Brjullow.
Timm besuchte das von Albert Woldemar Hollander gegründete Gymnasium in Birkenruh bei Wenden. Danach studierte er von 1835 bis 1839 Malerei an der Petersburger Kunstakademie beim Schlachtenmaler Alexander Gottlob Sauerweid. Er wurde 1837 mit der kleinen Silbermedaille für das Gemälde „Ulanengruppe“ sowie 1839 mit der großen Silbermedaille und dem Titel eines Klassenkünstlers für seine Leistungen ausgezeichnet. Ab 1849 war er als Zeichner, Lithograph und Illustrator tätig.
Dank dem kaiserlichen Stipendium besuchte Timm 1843 Paris, wo er 1844–1848 bei Horace Vernet studierte. 1845 besuchte er mit Vernet Algerien. 1848 zurück in Russland, nahm er 1849–1850 am Kaukasus-Feldzug als Schlachtenmaler teil. 1852 begleitete er den Zaren Nikolaus I. bei seiner Reise zum Kurort Haapsalu, Reval und Helsinki.
Während der Belagerung von Sewastopol schuf er zahlreiche Skizzen, die er später zu Bildern verarbeitete.
Er wurde Herausgeber einer illustrierten Zeitschrift, die von 1851 bis 1862 dreimal pro Monat erschien.
1855 wurde er zum Akademiker und Professor der Schlachtenmalerei an der Petersburger Kunstakademie befördert.
1867 siedelte Timm nach Berlin über, wo er sich mit Tafel und Keramikmalerei beschäftigte. Ab 1876 war er an der Königlichen Porzellan-Manufaktur Berlin tätig. 1881 wurde ihm von der Preußischen Akademie der Künste der Professorentitel verliehen.
Nach seinem Tode übergab seine Witwe seinen Nachlass dem Rigaer Städtischen Kunstmuseum und stiftete ein Stipendium seines Namens.